# حركة استقلال كتالونيا

العلم المستعمل من قبل المؤيدين للاستقلال

حركة استقلال كتالونيا (بالكتالونية: independentisme català)‏ هي حركة اجتماعية وسياسية تستمد جذورها من القومية الكاتالونية المبنيه علي أساس أن كاتالونيا هي دولة وأمة لها تاريخ ولغة وثقافة، تسعى الحركة إلى استقلال كاتالونيا من إسبانيا، وبالتالي استقلال شمال كاتالونيا من فرنسا والبلدان الأخرى الناطقة بالكاتالونية.
بداية هذه الحركة يمكن تتبعه إلى بدايات القرن العشرين، عندما بدأت بعض المنظمات والأحزاب السياسية المطالبة باستقلال كامل لكاتالونيا من إسبانيا خلال السنوات التالية وتحديدا في فترة حكم فرانكو وتعنته ضد الشعب الكاتالوني وثقافتهم، حصلت الحركة على بعض التعاطف موخراً طبقا لبعض الاستفتاءات التي اجريت في بعض البلدان حول اقليم كاتالونيا.
علم الإقليم هو أصفر تخالطه خطوط حمراء وأصبح هذا العلم هو الرمز الرئيسي، بينما يرفع الإنفاصليون نسخة معدلة من العلم تحتوي على نجمة تدل على وحدة كتالونيا.

## تاريخ

### البدايات

الممالك الإيبيرية سنة 1400

كانت إمارة كتالونيا تابعة لتاج أرغون، وقد نشأت هذه الإمارة عن طريق اتحاد السلالات الحاكمة في كونتية برشلونة ومملكة أرغون في عام 1137. اتحدت مملكتا أرغون وقشتالة سلاليًا لتشكيل ما أصبح يُعرف فيما بعد بمملكة إسبانيا في أواخر القرن الخامس عشر. احتفظت الكيانات المختلفة ضمن مملكة أراغون بما في ذلك كاتالونيا بمؤسساتها السياسية المستقلة وقوانينها الخاصة، وكان ذلك من أسباب الحرب الأهلية الكاتالونية (1462-1472) بين الفرسان والملكيين. ثار فلاحو كاتالونيا وبدأوا حرب الحصَّادين في عام 1640 خلال حرب الثلاثين عامًا والحرب الفرنسية الإسبانية، وفي العام التالي انفصلت الحكومة الكاتالونية عن إسبانيا وطلبت الحماية من فرنسا وأطلقت على لويس الثالث عشر ملك فرنسا لقب كونت برشلونة، ولكن بعد عشر سنوات من الحرب تقدم جيوش ملك إسبانيا في عام 1652 واستعادت برشلونة وبقية كاتالونيا، باستثناء روسيون التي ضمتها فرنسا.
دعمت معظم أراضي مملكة أراغون بما في ذلك كاتالونيا الأرشيدوق كارل خلال حرب الخلافة الإسبانية ضد منافسه من آل بوربون. انسحب حلفاء آل هابسبورغ الإنجليز من الحرب من خلال معاهدة أوترخت في عام 1713، وبعد ذلك بوقت قصير أجليت قوات هابسبورغ من إيطاليا وإسبانيا، ما ترك الحكومة الكاتالونية في عزلة تامة ومع ذلك فقد ظلت موالية لكارل، وبعد حصار دام 14 شهراً استسلمت برشلونة لجيش آل بوربون في 11 سبتمبر عام 1714، وأعقب ذلك خسارة جميع أراضي مملكة أراغون بما في ذلك كاتالونيا، وفرض مراسيم نويفا بلانتا التي رسخت سيطرة الحكومة الإسبانية المركزية. احتفل القوميون الكاتالونيون بذكرى 11 سبتمبر (تاريخ سقوط برشلونة) منذ عام 1886، واختير هذا التاريخ في القرن العشرين ليكون اليوم الوطني لكاتالونيا.
تعود بدايات النزعة الانفصالية في كاتالونيا إلى منتصف القرن التاسع عشر، فقد أدت النهضة الثقافية التي تهدف إلى إحياء اللغة الكتالونية والتقاليد الكاتالونية إلى تعزيز القومية الكاتالونية والرغبة في الاستقلال. بدأ بعض الأفراد والمنظمات والأحزاب السياسية تتطالب باستقلال كاتالونيا الكامل عن إسبانيا بين خمسينيات القرن التاسع عشر وتسعينيات القرن التاسع عشر.

### القرن العشرين

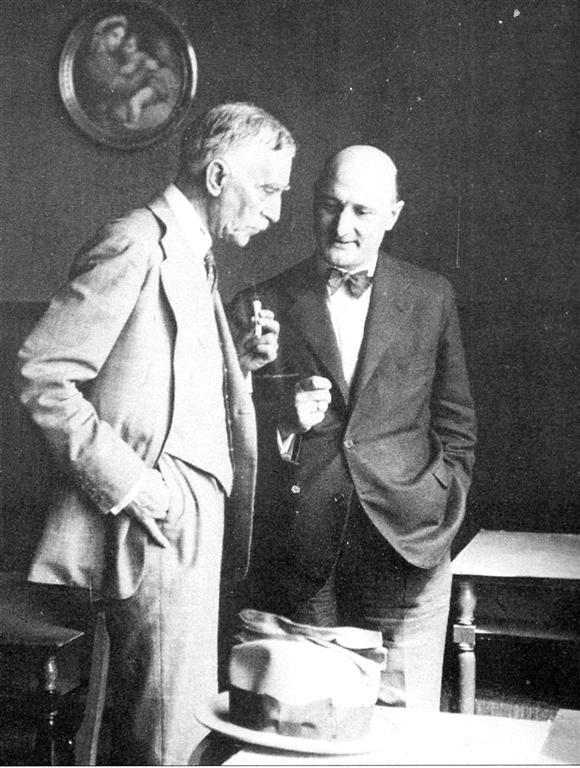
فرانسيسك ماسيا (على اليسار) زعيم حزب اليسار الجمهوري ورئيس كتالونيا خلال الفترة من عام 1931 حتى عام 1933.

كان حزب إستات كاتالا (الدولة الكاتالونية) أول حزب سياسي مؤيد للاستقلال في كاتالونيا، وقد تأسس في عام 1922 على يد فرانسيسك ماسيا. نفي أعضاء حزب إستات كاتالا إلى فرنسا إبان حكم الديكتاتور بريمو دي ريفيرا (1923-1930)، وحاول الحزب إطلاق انتفاضة من براتس دي مولو في عام 1926 لكنها فشلت، وفي مارس 1931 بعد الإطاحة بريمو دي ريفيرا انضم إستات كاتالا إلى حزب الجمهوري الكتالوني وجماعة الرأي السياسي لتشكيل اليسار الجمهوري لكتالونيا، وكان ماسيا أول زعيم للتحالف، وفي الشهر التالي، حقق التحالف نصراً ساحقاً في الانتخابات البلدية التي سبقت إعلان الجمهورية الإسبانية الثانية. أعلن ماسيا عن قيام جمهورية كاتالونيا في 14 أبريل، ولكنه اضطر بعد المفاوضات مع الحكومة المؤقتة إلى القبول بمبدأ الحكم الذاتي تحت سلطة مجلس كتالونيا العام، فمُنحت كاتالونيا قانوناً خاصاً للحكم الذاتي في عام 1932، واستمر حتى نهاية الحرب الأهلية الإسبانية. ألغى الجنرال فرانكو في عام 1938 قانون الحكم الذاتي.
تأسست جبهة كاتالونيا الوطنية في باريس عام 1940، وأعلن المجلس الوطني الاتحادي أن هدفه ممارسة الاحتجاجات الفعالة ضد فرانكو والتأكيد على القومية الكاتالونية، ومع ذلك كان تأثير هذه الأحزاب الرئيسي على المنفيين الكاتالونيين في فرنسا وليس في كاتالونيا نفسها، وقد أدى المجلس الوطني الاتحادي بدوره إلى ظهور الحزب الاشتراكي الليبرالي الوطني، والذي جمع بين أجندة مؤيدة للاستقلال وموقف يساري.
توفي فرانكو في عام 1975 وتحركت إسبانيا لاستعادة ديمقراطيتها، فاعتُمد دستور جديد في عام 1978 أكد على «وحدة الأمة الإسبانية غير القابلة للتجزئة»، لكنه أقر بحق الحكم الذاتي للمقاطعات. اعترضت الأحزاب على ذلك على أساس أنه يتعارض مع حق تقرير المصير الكاتالوني، وشُكلت «اللجنة الكاتالونية ضد الدستور». وافق 88% من الناخبين الإسبان على الدستور الجديد في الاستفتاء العام، ووافق أكثر من 90% من ناخبي كتالونيا على الدستور، ثم تبعه قانون الحكم الذاتي لكتالونيا عام 1979 والذي أيده 88% من الناخبين. أدى ذلك إلى تهميش أو اختفاء الجماعات السياسية المؤيدة للاستقلال، وظهر محلها بعض الجماعات المسلحة مثل تيرا ليور.

### استفتاء عام 2014
وقع آرثر ماس زعيم حركة التجمع والاتحاد مع أوريول جونكويراس زعيم هيئة الإنصاف والمصالحة اتفاقية تدعم بموجبها هيئة الإنصاف والمصالحة حركة التجمع والاتحاد في قضايا السيادة بينما قد تعارضها في مسائل أخرى وصاغ الزعيمان إعلان السيادة والحق في تقرير الشعب الكتالوني لمصيره، والذي اعتمده البرلمان في جلسته الأولى في يناير 2013. نص الإعلان على أن «للشعب الكتالوني - لأسباب تتعلق بالشرعية الديمقراطية - الحق في تقرير مستقبله السياسي».
أحالت الحكومة الإسبانية الإعلان إلى المحكمة الدستورية الإسبانية والتي قضت في مارس 2014 بأن إعلان السيادة غير دستوري. ومع ذلك لم ترفض المحكمة الحق في تقرير المصير. شكل 1.6 مليون متظاهر سلسلة بشرية في 11 سبتمبر 2013 على طول كاتالونيا من الحدود الفرنسية إلى الحدود الإقليمية مع فالنسيا.
وافقت جميع أحزاب وهيئات كاتالونيا على إجراء استفتاء الاستقلال في 9 نوفمبر 2014، وأن هذا الاستفتاء سيطرح سؤالين: هل تريد أن تصبح كاتالونيا ولاية وإذا كانت الإجابة نعم، هل تريد أن تكون هذه الولاية مستقلة؟. نُظمت مظاهرة حاشدة أخرى في 11 سبتمبر 2014، وملأ متظاهرون يرتدون اللونين الأصفر والأحمر طريقين في برشلونة لتشكيل حرف V عملاق بهدف دعوة المواطنين للتصويت. غيَّرت الحكومة الكتالونية التصويت بعد حكم المحكمة الدستورية إلى «عملية مشاركة المواطنين» وأعلنت أنه سيشرف عليها متطوعون. استأنفت الحكومة الإسبانية مرة أخرى أمام المحكمة الدستورية والتي علقت الإجراءات في انتظار صدور حكم الاستئناف، لكن التصويت استمر على قدمٍ وساق. كانت نتيجة التصويت 81% نعم، لكن نسبة المشاركة كانت 42%. وجهت فيما بعد اتهامات جنائية إلى ماس وزعماء آخرين لتحديهم أمر المحكمة.
أصدر برلمان كاتالونيا في 9 نوفمبر 2015 قراراً يعلن فيه بدء عملية الاستقلال، ورداً على ذلك أعلن رئيس الوزراء الإسباني ماريانو راخوي أن الدولة ستستخدم أي آلية قضائية وسياسية متاحة واردة في الدستور للدفاع عن سيادة الشعب الإسباني وتحقيق المصلحة العامة لإسبانيا"، وفي يناير 2016 انتخب كارليس بوغديمونت رئيساً لإقليم كاتالونيا وأثناء أداء اليمين حذف بوغديمونت قسم الولاء للملك والدستور الإسباني، ليكون بذلك أول رئيس كاتالوني يفعل ذلك.

### استفتاء عام 2017 وإعلان الاستقلال
أبلغ بويغديمونت البرلمان الكاتالوني في أواخر سبتمبر 2016  أن استفتاءً ملزماً بشأن الاستقلال سيُجرى في النصف الثاني من سبتمبر 2017 بموافقة السلطات الإسبانية أو بدونها. أعلن بويغديمونت في يونيو 2017 أن الاستفتاء سيجرى في الأول من أكتوبر، وأن السؤال سيكون "هل تريد أن تصبح كاتالونيا دولة جمهورية مستقلة، وردت الحكومة الإسبانية بالرفض لأن الاستفتاء غير قانوني.
وافق البرلمان الكتالوني في 6 سبتمبر 2017 على قانون الانتخابات. احتجت أحزاب المعارضة على مشروع القانون واصفة إياه بأنه ضربة للديمقراطية وانتهاك لحقوق المعارضة، وانسحبت من البرلمان قبل التصويت.
أُجري الاستفتاء في 1 أكتوبر 2017 على الرغم من تعليقه من قبل المحكمة الدستورية، وعلى الرغم أيضاً من إجراءات الشرطة الإسبانية لمنع التصويت في بعض المراكز. صدمت صور عنف شرطة مكافحة الشغب الإسبانية وهي تضرب الناخبين الكاتالونيين الناس ومنظمات حقوق الإنسان في جميع أنحاء العالم وأسفرت عن إصابة مئات المواطنين وفقًا لمسؤولي الحكومة الكاتالونية. أدان بعض السياسيين الأجانب بمن فيهم رئيس الوزراء البلجيكي السابق شارل ميشيل العنف ودعوا إلى الحوار. أيد 90% من الناخبين الاستقلال وبلغت نسبة المشاركة 43%، وفي 10 أكتوبر 2017 أعلن رئيس كاتالونيا كارلس بويغديمونت استقلال كاتالونيا لكنه ترك القرار معلقاً.
وفي 14 مارس 2024 أقر مجلس النواب الإسباني مشروع قانون العفو عن الانفصاليين الكاتالونيين، بينما يفكّر الزعيم الانفصالي كارليس بوتشيمون بالعودة بعدما أمضى سنوات في منفى اختياري لتجنّب ملاحقته قضائيا على خلفية محاولة انفصال عام 2017.